# Panzer VIII Maus
El Panzerkampfwagen VIII ‘Maus’ (= Ratolí) (Porsche Typ 205 / Tiger II(P)) (Sd.Kfz 205) era un disseny per un tanc súper-pesant, i va ser el tanc més pesant del qual es va completar el treball de prototipus de la Segona Guerra Mundial.

## Desenvolupament
El desenvolupament d'un tanc súper-pesant va començar ja el 1941, quan Krupp va començar els estudis dels tancs súper-pesants soviètics. A inicis de 1942, Krupp aportà els dissenys del Tiger-Maus (VK7001) i del PzKpfw VII Lowe (VK7201), però cap al 5 o 6 de març de 1942, es presentà la comanda pels tancs súper-pesants. El Löwe mai no va passar del nivell de prototipus, però preparà el camí pel desenvolupament dels seus successors. Entre el 21/22 de març de 1942, Porsche rebé el contracte pel nou tanc de 100 tones: el Panzer - VK10001 / Porsche Typ 205. El 14 d'abril, s'especificà que el nou tanc havia de portar un mínim de 100 projectils. El VK10001 havia de ser desenvolupat pel professor Ferdinand Porsche per la petició personal que Adolf Hitler va fer pel maig del 1942: va demanar un tanc de 120 tones que fos indestructible, armat amb el canó L/60 o L/72.
A Krupp se li adjudicà la tasca de la producció del buc, la torreta i l'armament, mentre que Alkett era responsable del muntatge. Les primeres especificacions demanaven que l'armament havia de consistir en el canó L/40 de 150 mm i una metralladora pesant MG 151/20 de 20mm, mentre es considerava l'ús d'un canó L/50 de 128mm. S'establia que el prototipus havia de ser operatiu abans de la primavera de 1943. El 23 de juny de 1942, Porsche lliurà el seu disseny pel VK10001, armat amb un canó L/37 de 150 mm i un canó L/70 de 105mm a la torreta. Porsche prometé que el primer prototipus estaria disponible al maig de 1943. Al desembre de 1942 es va prendre en consideració els nous canons de 150mm, el canó naval de 127mm i els canons de 128mm. També al mateix mes, s'acordà que el primer vehicle havia d'estar disponible a l'estiu de 1943, seguit per la fabricació de 5 tancs per mes. L'abril del 1942, se li donaren els primers noms oficials, el VK10001 i el Porsche Typ 205 ("Mamut"), seguit per Maeuschen (Ratera) al desembre de 1942 i Maus (Ratolí) al febrer de 1943. El gener de 1943, Hitler decidí que el Maeuschen havia de ser coronat per una torreta amb els canons de 128mm i 75mm, mentre que la torreta amb el KwK 44 L/38 de 150mm o el KwK 44 de 170mm havia de ser dissenyat per usos futurs. No es trobaren especificacions per l'espai d'emmagatzemament de munició, i va decréixer en les successives modificacions.
De la taula de disseny emergí un monstre de 188 tones. L'1 de maig de 1943, es presentà un model de fusta a Hitler, que aprovà la producció i ordenà que es fabriquessin sèries de 150 vehicles. El 4 de novembre de 1943, s'acabà el desenvolupament del Maus i se'n completà un per l'avaluació. A l'octubre de 1943, la comanda original de Hitler per 150 vehicles al mes es cancel·là.
El 24 de desembre de 1943, Alkett completà el primer prototipus sense torreta i va ser sotmès a extensos tests. Durant les proves, el Maus amb prou feines podia moure's donat el seu enorme pes i la seva potència. El primer prototipus, el V1 (Maus I) portava un motor modificat Daimler-Benz MB 509 (desenvolupat del motor aeri DB 603), que no podia donar-li la velocitat planejada de 20 km/h, sinó que només arribava a 13 km/h en condicions ideals. També tenia problemes amb el sistema de suspensió, que havia de ser modificada pel pes del vehicle. Un altre problema que emergia del seu pes era que, simplement, no hi havia ponts capaços de suportar el seu pes: per solucionar-ho se li va haver d'afegir un "snorkel" que li permetia submergir-se fins a un màxim de 8 metres. Al desembre de 1943, es posà una torreta simulada al V1 (Belastungsgewicht), simulant el pes de la torreta, i va ser provat. Se’l va pintar amb pintura de camuflatge i marcat amb l'estrella roja i la falç i el martell, com si fos un vehicle soviètic capturat.
Al març de 1944, aparegué el segon prototipus V2 (Maus II), que diferia en nombrosos detalls del V1. El V2 no portava central elèctrica, que fou afegida a mitjans de 1944. El 9 d'abril de 1944, Krupp fabricà la torreta, i va ser lliurada, muntada i provada sobre el V2. Krupp fabricà una torreta muntada amb el canó KwK 44 L/55 de 128mm amb el canó KwK 44 L/36.5 de 75mm i la metralladora MG34 de 7.92, proveint al Maus amb una enorme potència de foc. El canó principal del Maus podia penetrar el blindatge frontal, lateral i posterior (a 30º de la vertical) del M4 Sherman, el Cromwell, el Churchill, el T-34/85 i el JS-2 a distàncies de 3.500 metres.
El Maus I havia de ser completat amb la segona torreta de Krupp, però mai no va ser lliurada i quedà amb la torreta simulada. El 25 de juliol de 1944, Krupp informà que aviat lliuraria 2 bucs i dos més poc després. El 27 de juliol de 1944, Krupp ordenà deixar aquests 4 bucs. El 19 d'agost de 1944, Krupp informà a Porsche que tenia ordres de deixar de treballar en el Maus. Al setembre començaren els tests del segon prototipus. Se li instal·là un motor dièsel Daimler-Benz MB 517 que tenia algunes petites diferències en comparació amb el motor anteriorment utilitzat. El sistema elèctric avançat de steering s'utilitzava per steer el vehicle. El cadenat, dissenyat per Skoda, consistia en un cadenat de rodes dobles recolzats per 12 rodets de retorn amb les cadenes amples de 1.100 mm. La tripulació tenia havia de respirar amb oxigen aportat per ventiladors quan se li tancaven totes les escotilles.

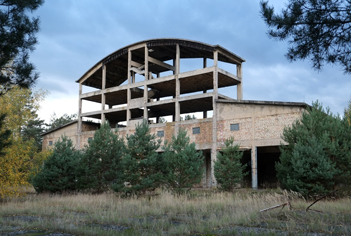
Saló pel "Maus" al Nou Verskraft, Experimental Exèrcit Estació Kummersdorf, 2013

Per tal de transportar el Maus, Graz-Simmering-Pauker Works de Viena construí un vagó de transport especial de 14 axle (Verladewagon). Entre mitjans de gener i fins a finals d'octubre de 1944, tingueren lloc les proves a Kummersdorf (rodalia de Berlín) i als camps de proves de Porsche a Boblingen. Els tests van ser llargs, amb retards per les avaries mecàniques i els problemes de producció arran dels bombardeigs aliats sobre les fàbriques alemanyes. Durant els tests, es determinà que en cas d'avaria, cada Maus hauria de ser remolcat per dos altres Maus. També es constatà que treballaven en el Flakzwilling 8.8cm auf Maus, que havia de ser el Maus amb una torreta modificada amb dos canons Flak 43 de 88mm i utilitzat com a Flakpanzer pesant.
Algunes fonts constaten que, d'acord amb Porsche, Hitler ordenà que el Maus fos situat en els forats de les defenses costaneres del Front Occidental, on el seu radi limitat i la seva mobilitat no haurien estat grans obstacles. La versió més popular senyala que el V2 va ser capgirat pel personal als terrenys de prova de Kummersdorf, tot i que algunes fonts indiquen que va entrar en combat en la defensa de Kummersdorf. Al final de la guerra, es va trobar una torreta V1 i el tercer buc a les fàbriques de Krupp a Essen. Amb tot, el Maus va ser un disseny interessant però de poc valor combatiu, donada la seva pobre mobilitat i el seu pes, fent-lo més una fortificació mòbil que no pas un súper tanc. El 1951/52 es va provar un exemplar totalment muntat (una torreta del V2 muntada sobre el buc del V1), i avui es pot veure al Museu de les Forces Blindades de Kubinka, a Rússia.